# Dolichopeza (Nesopeza) seticristata
Dolichopeza (Nesopeza) seticristata is een tweevleugelige uit de familie langpootmuggen (Tipulidae). De soort komt voor in het Oriëntaals gebied.